# アンネリーゼ・コールマン

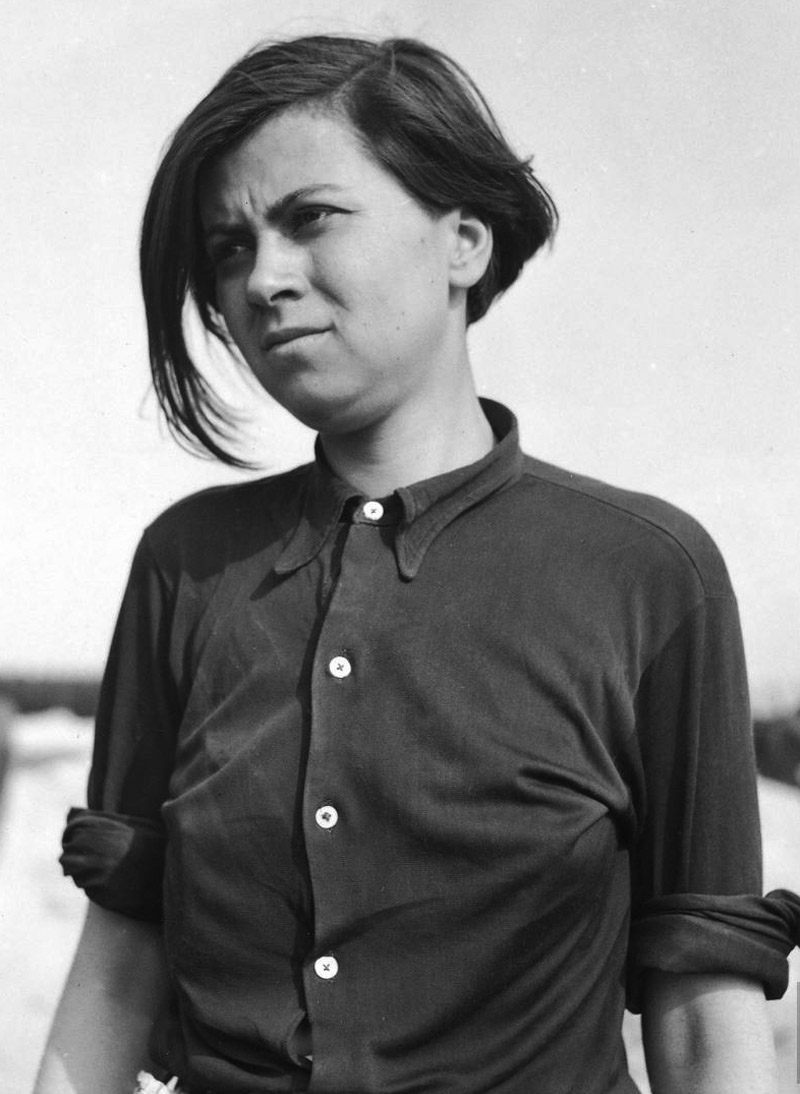
アンネリーゼ・コールマン（1945年）

アンネリーゼ・コールマン（Anneliese Kohlmann, 1921年3月23日 - 1977年9月17日）は、ナチス・ドイツ時代の強制収容所看守（親衛隊女子軍属）。ノイエンガンメ強制収容所およびベルゲン・ベルゼン強制収容所に勤務した。敗戦後のベルゲン・ベルゼン裁判では、収容者を虐待したとして懲役2年の刑を宣告された。

## 経歴

### 看守勤務以前
1921年、父ゲオルク（Georg）と母マルグレート（Margret）のコールマン夫妻の子としてハンブルクにて生を受ける。ゲオルクの職業は不明だが、フリーメイソンのメンバーだったことだけは確認されている。そのほか、コールマン夫妻の若年期の経歴についてはほとんど記録がない。異説として、貧しい母の非嫡出子として生まれ、4歳で裕福な教師であるゲオルクとマルグレートに引き取られたとも言われる。アンネリーゼは1938年まで私立学校に通い、クリスチャンとして教育を受けた。女学校（Töchterschule）にも通ったが、アビトゥーア試験に合格することができず、いわゆる強制年齢制度のもと、赤十字社で料理人として働くこととなった。1940年2月、国家社会主義ドイツ労働者党（NSDAP）への入党申請を行い、4月初めに党員となった。彼女はレズビアンだったが、1943年11月には男性と交際している。同性愛者取り締まりが厳しくなる時期は、党内の情報から事前に察知し対応した。重度の鉄欠乏性貧血に苦しんでおり、病院にかかり治療を受けていた。普段は路面電車の車掌として働き、生計を立てていた。1944年10月末、実家を離れ、ハンブルク＝ザンクト・ゲオルクに移った。

### ノイエンガンメ強制収容所の看守
1944年11月4日、親衛隊女子軍属として招集を受ける。この際、強制収容所看守として勤務するまでの猶予期間を求めることもできたが、コールマンはこれを利用しなかった。配属先はノイエンガンメ強制収容所の外部収容所であるノイグラーベン収容所で、ハンブルクで建築および清掃作業に従事するユダヤ人女性収容者の監督に従事した。1945年2月8日、女性収容者がノイグラーベンからティーフスタック外部収容所に移送されたことに伴い、コールマンもティーフスタックでの看守勤務に移った。ボーイッシュな外見のため、収容者からは「坊や」（Bubi）と通称された。彼女は「規則違反」（Fehlverhalten）を口実に、監督下の労働班（Arbeitskommandos）に所属する女性収容者を頻繁に殴りつけていた。労働班に所属するチェコ人女性収容者ロッテ・ヴィンター（Lotte Winter）ことロッテ・ヴィントロバ（Lotte Winterová）と親密になり、やがて恋に落ちた。少なくともコールマンは、2人が本当に恋愛関係にあると信じていた。この時期、コールマンがヴィンターと共に過ごし、触れ合い、キスを交わすところを複数の収容者が目撃している。また、コールマンは時に収容者宿舎のヴィンターのベッドで共に夜を過ごしたとも言われている。しかし、看守だけではなく、少なからぬ収容者が彼女らのような同性愛者への嫌悪と軽蔑を隠さなかった。1945年4月7日、ティーフスタック収容所が閉鎖され、コールマンはベルゲン・ベルゼン強制収容所への移送を監督した。引き渡しの後、コールマンは所長ヨーゼフ・クラーマーに看守として収容所に留まりたい旨を申し出たものの拒否された。

### ベルゲン・ベルゼン強制収容所の「囚人」

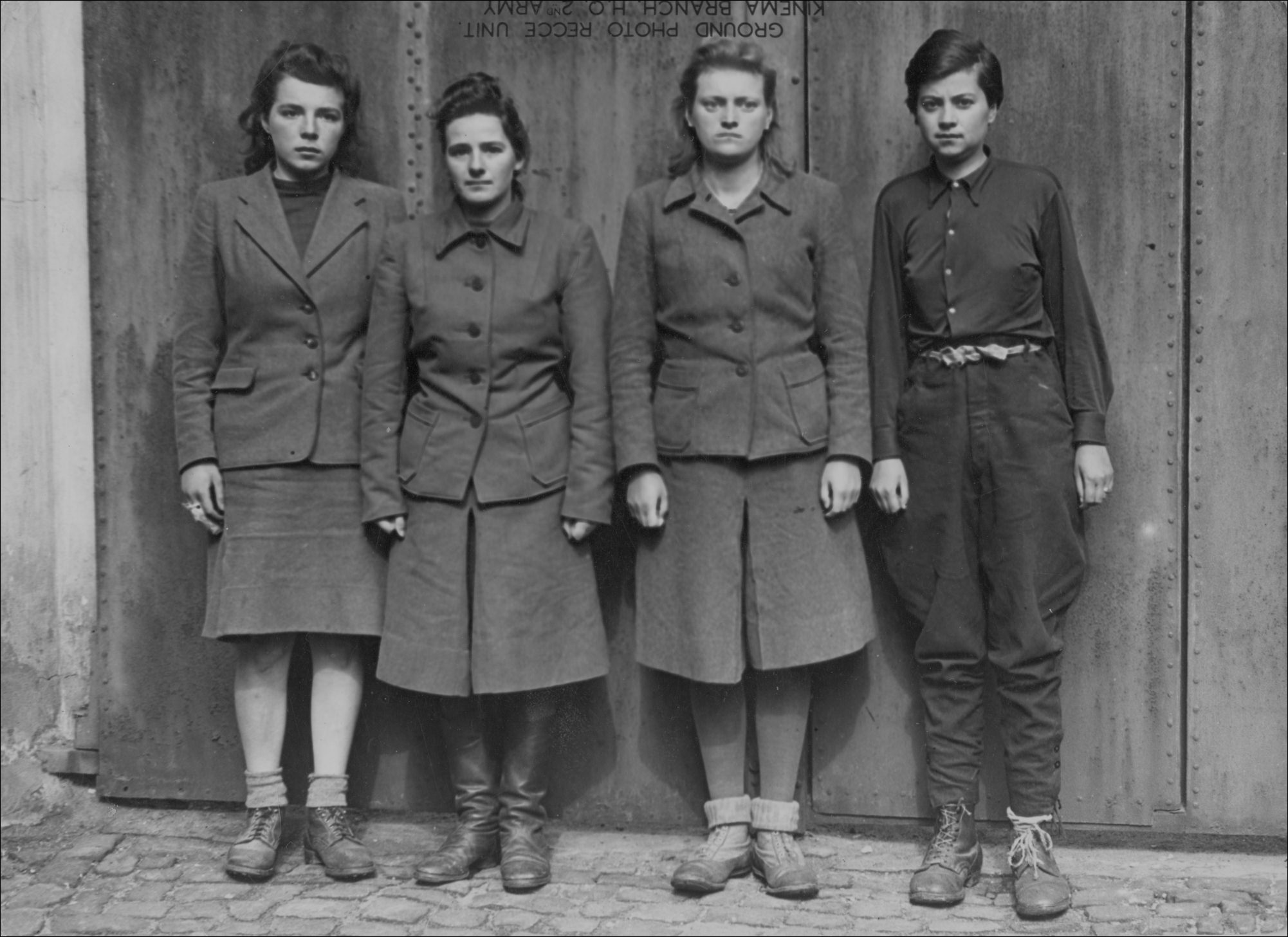
ベルゲン・ベルゼン強制収容所で逮捕された女性看守ら。左からマルタ・レーベルト、ゲルトルート・ラインホルト、イレーネ・ハシュケ、アンネリーゼ・コールマン。コールマンは逮捕時に囚人服を着ていたため、自分のものではない男性用の制服を着用している（1945年5月2日）

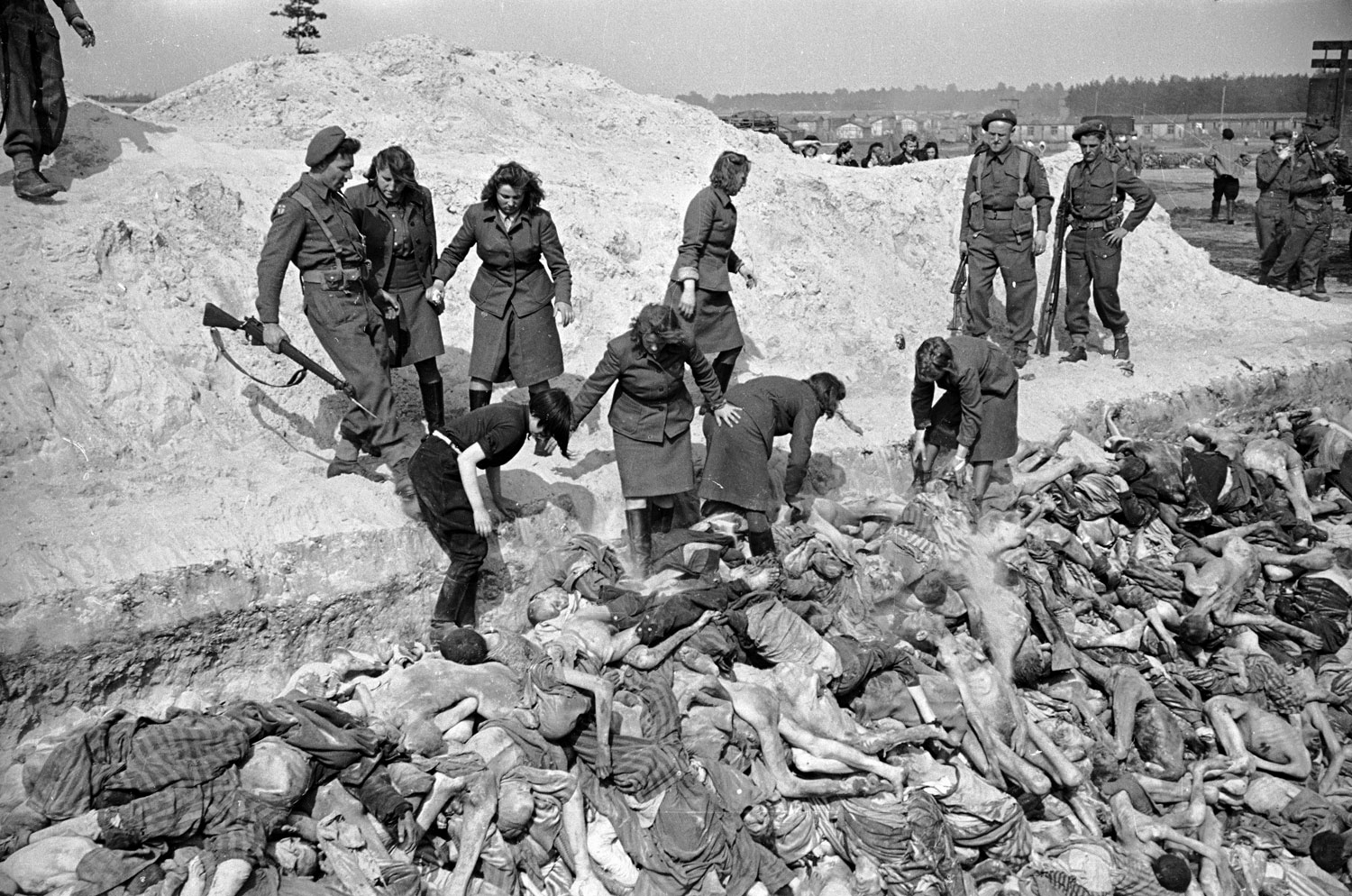
解放後のベルゲン・ベルゼン収容所にて、収容者の遺体を集団墓地へと運ぶ収容所女性職員ら。コールマンのみスカートではなくズボン姿で作業にあたっている

コールマンは故郷ハンブルクへ戻ったものの、その後無許可でベルゲン・ベルゼンへと引き返した。敗戦後の彼女自身が証言によれば、依然として収容されているヴィンターを哀れに思い、彼女と再会しようとしての行動であったという。コールマンはアウシュビッツ強制収容所からの脱走者で、ヴィンターとかつて恋仲にあった元監督員（カポ、 Kapo）のヴィリー・ブラクマンを協力者に選んだ。彼らはベルゲン・ベルゼン侵入のために協力することに同意し、コールマンの証言によれば1945年4月8日に収容所へ潜入したという。彼女は収容者と同じ囚人服を着用して収容者に紛れ込み、ヴィンターと同じブロックで共に過ごすようになった。1945年4月15日、ベルゲン・ベルゼンがイギリス陸軍によって解放された直後、彼女の正体を知る収容者によって告発され、アンネリーゼ・コールマンは4月17日に収容所内で逮捕された。
その後、収容所付近で他の職員と共に改めて逮捕され、他の職員やSS隊員らと共に、放置されていた何千人もの収容者の遺体を敷地内に作られた集団墓地へと埋葬する作業への参加を強いられた。その間、『ライフ』誌の特派員ジョージ・ロジャーが収容所を取材し、トラックから死体を運び下ろすコールマンの姿を撮影した。

### 敗戦後
最終的に、コールマンはツェレ戦犯収容所に移送され、裁判まで拘留された。1945年6月9日の尋問で、コールマンはヴィンターのためにブラクマンを連れて無許可でベルゲン・ベルゼンに戻り、逮捕されるまで収容者として過ごしていた旨を証言し、暴力を振るったことを認めながらも労働班の女性収容者からは人気があったこと、交際の末に性的な関係を結んだ女性がいたことなども公然と証言した。さらに、同じく拘留されていた元上司エリザベート・フォルケンラーツから聞いた話として、アウシュヴィッツ収容所の看守イルマ・グレーゼも収容者と同性愛関係を持っていたらしいと語った。そのほか、ノイグラーベン収容所で行われたレズビアンへの虐待については、噂を聞いた程度であるとした。
1946年5月16日、イギリス軍法会議のもと開かれた第二次ベルゲン・ベルゼン裁判においてコールマンは起訴された。ハンブルクやその他の地域で看守として勤務した際に連合国捕虜を虐待した容疑が掛けられており、彼女自身は裁判の開始にあたって無罪を主張した。弁護人はドイツ人で、審議が始まる際にこの裁判では証人の尋問調書のみが取り上げられていた点を批判した。彼はまた、コールマンがベルゲン・ベルゼンで看守として過ごしたのはわずか数時間で、それ以降は全て収容者としての生活であった点を指摘した。さらに看守としては収容者から人気があり、余分な食料を都合して彼女らを助けていたと主張し、「他に選択肢がない場合」においてのみ殴打したのだとした。その後にコールマンは立ち上がり、自らの尋問調書が真実であると宣誓し、何点かの補足的な説明を述べた。彼女は自分がドイツ女子同盟団員ではなかったし、NSDAPの党員でもないと主張した。
ハンブルクで私の労働班にいた女の子たちは、みんな私を好きだったはずですよ。時々彼女たちを殴ったことは認めますが、誤ったことをしたからです。それでも、彼女たちは私が好きでした。司令官に殴られるよりはいいって。殴ったとしても私を好きでいてくれた[...]些細なことではありません[...]私は非公式かつ無許可でベルゲン・ベルゼンに来ました。囚人としてね。ハンブルクで私の労働班にいたあの子、ロッテ・Wをどうしても助けたかったんです[...]私と彼女は友達だったから、どうしてもあの子を助けたかった。彼女や他のチェコの女の子たちは、再び自由になったなら私をプラハに連れて行ってくれると約束してくれました。[...]ベルゲンに来た時、私は[...]私は見つかるまで、ロッテ・Wと一緒に女性収容者として生活していました。

Ich glaube, dass die Mädchen in meinem Arbeitskommando in Hamburg mich alle mochten, obwohl ich zugebe, dass ich sie gelegentlich geschlagen habe, wenn sie etwas falsch machten, aber sie zogen es vor, von mir geschlagen zu werden als von dem Kommandanten und daher liebten sie mich trotz der Schläge […] nicht weniger […] Ich kam inoffiziell und ohne Erlaubnis nach Bergen-Belsen, weil ich einer der Häftlingsfrauen, Lotte W., helfen wollte, die in Hamburg in meinem Arbeitskommando gewesen war […] Ich wollte diesem Mädchen helfen, weil ich mit ihr befreundet war und sie und die anderen tschechischen Mädchen versprochen hatten, mich nach Prag mitzunehmen, wenn sie wieder frei wären […] Als ich nach Belsen kam, lebte ich […] einige Tage als Häftlingsfrau mit Lotte W., bis ich entdeckt wurde.
1946年5月16日、裁判中のコールマンの証言
一方、裁判中に読み上げられた女性収容者らの尋問調書の内容は、コールマンを非難するものだった。これによると、収容者らは些細な理由で手あるいは警棒で繰り返し殴打されたという。また、ハンブルクで労働班にいた収容者および当時の目撃者の証言では、コールマンが若い女性収容者を特に好み、虐待に加えて「倒錯した性行為」を行っていたとした。
弁護側証人として、ブラクマン、元同僚看守、そして彼女の母親が証言を行った。ブラクマンはコールマンと協力してベルゲン・ベルゼンへの潜入を図ったことを認めたほか、それ以前にも彼からの手紙や食料を密かにヴィンターのもとへ届けてもらっていたことを明かした。また、ヴィンターから聞いた話として、収容者らがコールマンを信頼しており、そのために彼女は収容所指導部と対立することもあったという。ブラクマンはコールマンが収容者を殴るところを見たことがないと述べたが、同時に彼女が看守として勤務する姿を直接見たこと自体ないと認めた。ティーフスタックでの元同僚看守は、コールマンが収容者から好かれており、そのために指導部と対立していたと述べた。また、女性看守が手で収容者を殴ることはあっただろうが、それは避けられないと感じた場合に限られるとした。ヴィンターは証言しなかった。
1946年5月16日または18日、コールマンは2年間の懲役を言い渡され、フールスビュッテル刑務所で服役した。彼女は異議を唱えず、母親も期限内に釈放申請を行わなかったため、判決はそのまま確定し、減刑は行われなかった。その後母親が行った恩赦の請願は却下されている。レズビアンであることから、刑務所では他の囚人とは別に独房へと収監された。
釈放後は故郷ハンブルクで暮らした。しばらくは売春婦として生計を立てていたが、その後トラック運転手としての職を得た。1965年、パートナー（ナチス・ドイツ時代に半ユダヤ人として迫害されていた女性）と共に西ベルリンへと移る。ベルリン＝シャルロッテンブルクに居を構え、ベルリン＝ツェーレンドルフの病院で料理人として働いた。1977年9月17日、職場で死去した。
歴史家アンナ・ハーイコヴァは、後にアンネリーゼ・コールマンの伝記を執筆した。

## Under the Skin

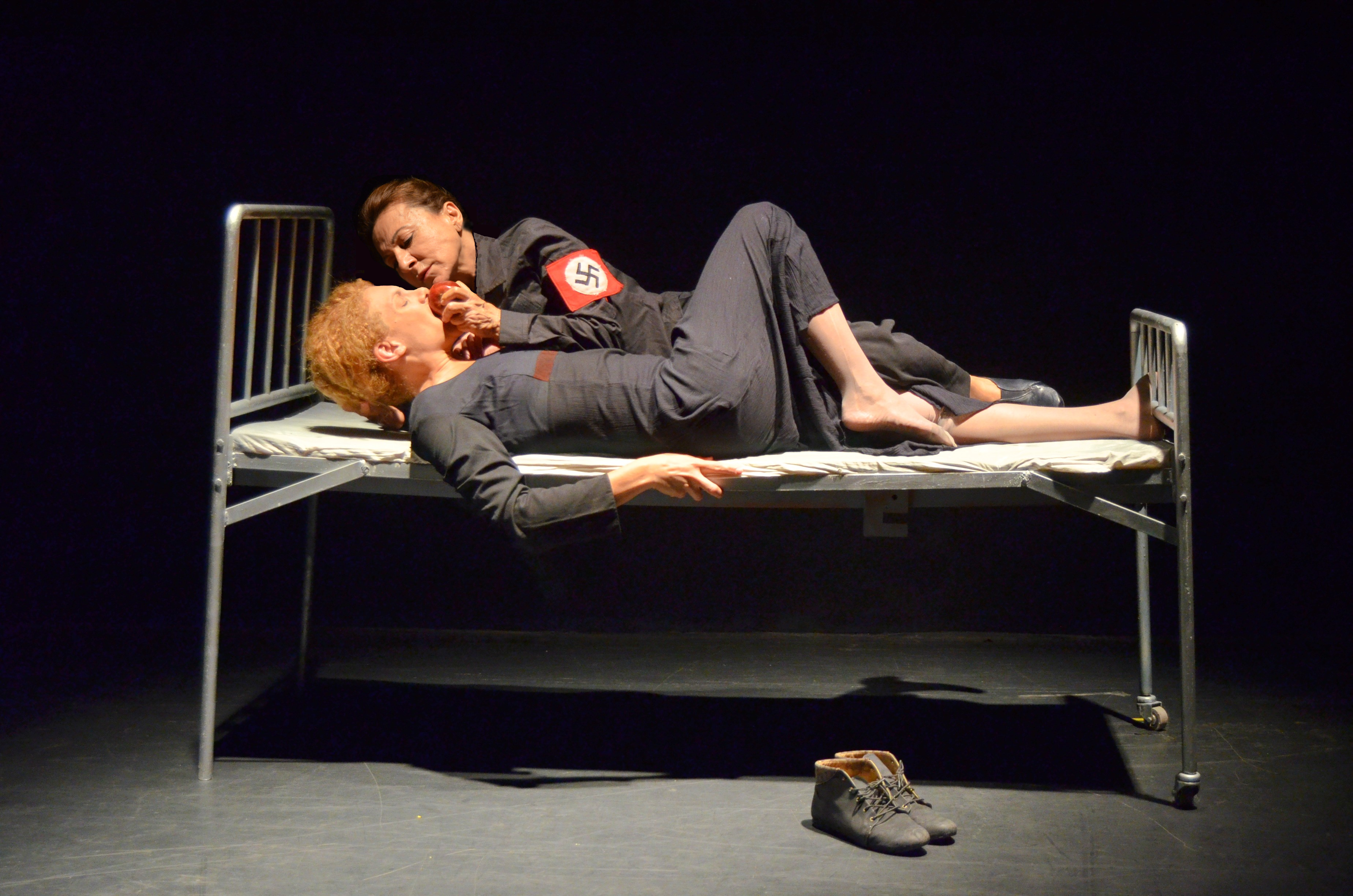
Under the skinの一場面（2014年、テルアビブ）

イスラエルの劇作家ジョナサン・カルデロン（Jonathan Calderon）が書いた舞台劇『Under the Skin』は、コールマンとヴィンターの恋愛関係に基づいている。脚本を執筆するにあたって、コールマンの尋問調書やホロコースト生存者らの証言、とりわけルース・ボンティによる記事が参考とされた。
『Under the Skin』の舞台は、湾岸戦争最中となる1991年のテルアビブである。若いドイツ人のジャーナリスト、キルステン・エバーハルト（Kirsten Eberhardt）が、ホロコースト生存者シャルロッテ・ブロット（Charlotte Brod）に看守イルザ・コールマン（Ilse Kohlmann）との恋愛について尋ねる場面から始まり、彼女の回想として若い収容者ロッテ・ロスナー（Lotte Rosner）と看守コールマンが現れる。回想の中ではホロコースト生存者が看守を、ジャーナリストが収容者をそれぞれ2役で演じる。